# Природонаучен музей (Котел)
Природонаучният музей в Котел е един от най-богатите в България. В него се разкрива биоразнообразието на Източна Стара планина, чрез близо 30 000 експоната от живата и неживата природа, разположени на площ от 1000 m2.

## История
Основоположник на природонаучния музей в Котел е местния учител-естественик Васил Георгиев, който в продължение на 60 години събира образци от района на Котел. Създава богата сбирка от вкаменелости, насекоми, риби, земноводни, влечуги и птици. През 1924 г. организира изложба от 500 експоната в София. След като комисия от Българска академия на науките, начело с д-р Нено Атанасов се запознава с колекциите на Васил Георгиев, предлага през 1951 г. да се създаде природонаучен музей. Музеят е учреден през 1952 г., но отредената за сбирките сграда скоро се оказва недостатъчна. Решено е да се построи нова специална сграда. В периода 1979-1981 зоологът ст.н.с. Николай Боев от БАН разработва сценарий на експозицията и участва в изграждането на настоящия (от 1981) Природонаучен музей,  в която се помещава музеят и до днес.

## Експозиция
Във фонда на музея се съхраняват около 30 000 експоната от живата и неживата природа на Източна Стара планина. Експонатите са разпределени тематично в музея – безгръбначни фосили, висши растения, насекоми, риби, земноводни, влечуги, птици и бозайници.
В зала „Палеонтология“ са предстaвени повече от 100 безгръбначни фосили – корали, миди, охлюви, амонити от мезозойската ера. Около 200 вида висши растения се изложени в зала „Ботаника“. Чрез снимки са показани дървесните видове и храстите, виреещи в Котленска планина. Изложени са 218 вида насекоми – дневни и нощни пеперуди, бръмбари, водни кончета, ципокрили. В две биогрупи – сладководни и морски са представени 58 вида риби. Земноводните и влечугите са 22 вида. От орнитофауната са представени няколко вида птици, като бял и черен щъркел, сив жерав, къдроглав и розов пеликан, дропла, белоглав и скален орел. В музея са експонирани и представители на бозайниците – кафява мечка, вълк, сърна, дива свиня.

## Туризъм
Природнонаучният музей е част от 100-те национални туристически обекта. Намира се под № 56, заедно с пантеона на Георги Стойков Раковски.